# Kiss László (politikus)
Kiss László (Kaposvár, 1979. július 2. –) történelem szakos középiskolai tanár, közoktatási vezető, jogász, politikus. 2014–2018 között a Magyar Szocialista Párt országgyűlési képviselője, 2018-tól önkormányzati képviselője, 2019 októberétől Budapest III. kerületének (Óbuda-Békásmegyer) polgármestere. Óbudán él.
2020 februárjában átlépett az MSZP-ből a Demokratikus Koalícióba.

## Életpályája

### Családi háttere
Édesapja a Magyar Honvédség korábbi polgári alkalmazottja volt, édesanyja ápolónő volt. Ikertestvére szintén ápoló. Felesége közgazdász, 2003-ban házasodtak össze. Két roma gyermeket fogadtak örökbe. Hívő görögkatolikus.

### Tanulmányai
1997-ben a kaposvári Kinizsi Pál Élelmiszeripari Szakközépiskolában maturált. 2004-ben végzett az Eötvös Loránd Tudományegyetem Bölcsészettudományi Kar Törtémeti Intézetben történelem szakos középiskolai tanárként. 2008-ban a Budapesti Műszaki és Gazdaságtudományi Egyetem Gazdaság- és társadalomtudományi Karán közoktatási vezető végzettséget szerzett. 2017-ben a Károli Gáspár Református Egyem Állam- és Jogtudományi Karán jogász oklevelet szerzett, 2020-óta ugyanitt a doktori iskola hallgatója. Kutatási területe az alkotmányjog és a nemzetiségi jogok érvényesülése.

### Pályafutása
2004–2006 között a Zrinyi Miklós Gimnázium tanára, majd 2006–2010 között az Oktatási Minisztériumban dolgozott tanácsadóként. 2010–2018 között a gyáli Eötvös József Szakközépiskola tanáraként dolgozott.

### Politikai pályafutása
1996-óta tagja a Magyar Szocialista Pártnak. 2008 óta az MSZP III. kerületi szervezetének ügyvezető alelnöke, 2010–2018 között a párt Budapesti Elnökségének tagja volt, 2018-ban az MSZP Országos Etikai és Egyeztető Bizottságának elnökévé választották.
2006 és 2014 között, majd 2018-tól Óbuda-Békásmegyer helyi önkormányzatának képviselője.
2014. május 6. óta a Magyar Szocialista Párt országgyűlési képviselője volt. A Budapesti 10. számú országgyűlési egyéni választókerület országgyűlési képviselője.
Az Országgyűlés egyik legaktívabb képviselője volt a 2014-2018-as ciklusban, több mint 225 felszólalással, 579 indítvánnyal. A 2014-es ciklusban elsőként javasolta az állatvédelmi törvények szigorítását. Elsősorban nemzetpolitikával, oktatáspolitikával és állatvédelemmel foglalkozik, több állatvédelemmel foglalkozó civil kezdeményezés támogatója.
A 2019. április 6-án megkötött megállapodás értelmében az MSZP, a Demokratikus Koalíció, a Párbeszéd Magyarországért és a Momentum Mozgalom polgármesterjelöltje a III. kerületben, az őszi önkormányzati választásokon. Október 13-án a kerület polgármestere lett, ezzel legyőzte a kerületet addig vezető Bús Balázst, aki 2006 óta vezette Óbudát. 2020. február 20-án átlépett az MSZP-ből a Demokratikus Koalícióba.

### Korrupciós vádak
2024. augusztus 14-én házkutatást tartottak Kiss Lászlónál, akit őrizetbe is vettek. A Központi Nyomozó Főügyészség több más személyt is kihallgatott egy korrupciós ügyben. Kiss Lászlót hivatali vesztegetés elfogadásával gyanúsították meg. Augusztus 16-án a Fővárosi Törvényszék 30 napra letartóztatásba helyezte. Letartóztatását május 14-én szüntette meg a Budai Központi Kerületi Bíróság. 